# Колчин, Валентин Фёдорович
Валентин Фёдорович Колчин (20.02.1934—06.09.2016) — советский и российский учёный, доктор физико-математических наук, академик Академии криптографии Российской Федерации, один из основателей журнала «Дискретная математика», его редактор в 2004—2013 годах.

## Биография
Родился в Москве 20 февраля 1934 года.
В 1957 году окончил механико-математический факультет МГУ им. М. В. Ломоносова.
С 1957 года в Математическом институте им. В. А. Стеклова: аспирант Отдела теории вероятностей, старший лаборант, младший научный сотрудник, старший научный сотрудник, ведущий научный сотрудник Отдела дискретной математики.
Разработал метод, позволяющий многие перечислительные задачи комбинаторного анализа сводить к классической схеме суммирования независимых случайных величин, что даёт возможность применять в этих задачах аналитический аппарат характеристических функций. Обнаружил связь между ветвящимися процессами, случайными деревьями и обобщенной схемой размещения частиц по ячейкам.
С 1968 года по совместительству преподавал и вёл научную работу в МИЭМ на кафедре теории вероятностей и математической статистики.
Доктор физико-математических наук (диссертация по закрытой теме), профессор. Один из основателей журнала «Дискретная математика», зам. главного редактора (1989—2004), главный редактор (2004—2013).
Награждён орденом «Знак Почёта» (1986).